# Billy Cox
William 'Billy' Cox (ur. 18 października 1941 w Wheeling w Wirginii Zachodniej) – amerykański basista. 

## Kariera muzyczna
Muzyk znany jest ze współpracy z Jimim Hendrixem. Spotkał go w pierwszej połowie lat 60., gdy obydwaj odbywali służbę wojskową i stacjonowali w Fort Campbell w Kentucky. Cox założył z Hendrixem grupę rhythm and bluesową, nazwaną „King Kasuals”. We dwójkę występowali w klubach w Nashville w stanie Tennessee. W 1969, po kilku latach zaczęli znów występować razem, począwszy od Festiwalu w Woodstock, aż do śmierci Jimiego. Obecnie Cox mieszka w Nashville i nadal pozostaje aktywnym muzykiem. W roku 1971 we współpracy z Char Vinnedge i Robertem Tarrantem, wydał swój solowy album pt. Nitro Function. Od 12 listopada 2008 jest ostatnim żyjącym członkiem zespołów Band of Gypsys i The Jimi Hendrix Experience.

## Dyskografia
Albumy solowe
- Nitro Function, 1971

Buddy Miles
- Them Changes, 1970

Band of Gypsys
- Band of Gypsys, Jimi Hendrix, 1970
- Band of Gypsys 2, Jimi Hendrix, 1986
- The Band of Gypsys Return, Buddy Miles & Billy Cox, 2006

The Jimi Hendrix Experience
- Live at Berkeley, 2003
- Live at the Isle of Fehmarn, 2005

Jimi Hendrix
- The Cry of Love, 1971
- Rainbow Bridge, 1971
- Isle of Wight, 1971
- Hendrix in the West, 1972
- War Heroes, 1972
- Loose Ends, 1974
- Crash Landing, 1975
- Nine to the Universe, 1980
- The Jimi Hendrix Concerts, 1982
- Woodstock, 1994
- Blues, 1994
- Voodoo Soup, 1995
- First Rays of the New Rising Sun, 1997
- South Saturn Delta, 1997
- Live at Woodstock, 1999
- Valleys of Neptune, 2010
- West Coast Seattle Boy: The Jimi Hendrix Anthology, 2010

## Filmografia
- „Message to Love: The Isle of Wight Festival” (1997, film dokumentalny, reżyseria: Murray Lerner)[2]